# Nidzicka Fundacja Rozwoju „Nida”
Nidzicka Fundacja Rozwoju „Nida” – organizacja pozarządowa działająca na terenie Polski, z siedzibą w Nidzicy, założona w 1994 r. Prezesem fundacji jest Krzysztof Margol. Terenem bezpośredniej działalności fundacji jest powiat nidzicki oraz region Warmii i Mazur.

## Cele
Cele fundacji sformułowane w statucie:
1. Inicjowanie i popieranie tworzenia nowych podmiotów gospodarczych w regionie Nidzicy ukierunkowanych na: tworzenie nowych miejsc pracy, wprowadzenie menadżerskiego modelu zarządzania, osiąganie dużej efektywności i rentowności przedsięwzięć,realizację produkcji nowoczesnych wyrobów i technologii, nowej produkcji materiałowo i energooszczędnej, ochronę środowiska naturalnego.
2. Inspirowanie związków pomiędzy podmiotami gospodarczymi regionu Nidzicy a innymi podmiotami krajowymi i zagranicznymi
3. Wspieranie inicjatyw w zakresie edukacji, kultury, ochrony środowiska, ochrony zabytków i rozwoju gospodarczego.
4. Upowszechnianie i wspieranie inicjatyw z zakresu ekonomii społecznej.
5. Ochrona środowiska.
6. Działalność kulturalna[3].

## Działalność
Fundacja m.in.: udziela pożyczek, zajmuje się doradztwem ekonomicznym i prawnym, publikacją książek. Organizowane są seminaria i konferencje, a także wystawy i targi. Działalność instytucji obejmuje także obsługę programów pomocowych Unii Europejskiej.
Instytucja realizuje różnorodne tematyczne programy dla różnych beneficjentów, są to lub były w przeszłości m.in.: Wioski Tematyczne, Laboratorium Przyrody, Ekonomia Społeczna i in.
Projekty, jakie koordynuje lub wspiera fundacja, to m.in.: Innowacje społeczne w regionach wiejskich, Ogólnopolskie Spotkania Organizacji Działających na Obszarach Wiejskich w Marózie (wraz z Fundacją Wspomagania Wsi), Własny biznes - sposób na życie.

## Nagrody
Projekt fundacji pt. Garncarska Wioska był nominowany do Europejskiej Nagrody Przedsiębiorczości w edycji 2008/2009 i zdobył II nagrodę.
Fundacja była nagradzana w Konkursie na Najlepszą Inicjatywę Obywatelską "Pro Publico Bono":
- w 2008 otrzymała nagrodę główną[15]

- w 2011 otrzymała nagrodę za utworzenie Garncarskiej Wioski.